# Hajrullah Koliqi
Hajrullah Koliqi (ur. 7 stycznia 1946 w Koštanjicy) – jugosłowiański i kosowski pedagog, profesor nauk społecznych, w 1999 roku minister edukacji w kosowskim rządzie.

## Życiorys
W 1972 roku ukończył studia pedagogiczne na Uniwersytecie w Prisztinie, rok później został asystentem na tejże uczelni. W 1982 roku obronił doktorat.
W 1978 roku został wykładowcą pedagogiki na Uniwersytecie w Prisztinie, następnie awansował na stanowiska docenta, profesora nadzwyczajnego oraz profesora zwyczajnego w latach kolejno 1984, 1988 i 1994. Jednocześnie od 1994 do 2012 roku wykładał na Państwowym Uniwersytecie w Tetowie, po czym przeszedł na emeryturę.

### Działalność pozanaukowa
W 1970 roku założył stowarzyszenie Shqiponjat, brał udział w protestach w Kosowie z lat 1968, 1981 i 1997.
Zaangażował się w działalność Demokratycznej Ligi Kosowa, w 1999 roku pełnił funkcję ministra edukacji w kosowskim rządzie

## Prace naukowe[1]
- Natyra dhe shoqëria (1981; współautor)
- Aleksandër Xhuvani. Puna edukativo-arsimore dhe pikëpamjet pedagogjike (1987)
- Andragogjia (1990)
- Kraja ndër mote (1993)
- Mbijetesa e Universitetit të Prishtinës 1991-1994 (1995 – po albańsku, 1997 – po angielsku i niemiecku)
- Historia e pedagogjisë botërore I (1997)
- Historia e pedagogjisë botërore II (1998)
- Historiku i arsimit në Krajë (1999)
- Kraja e Shkodrës (2001)
- Jashar Rexhepagiqi. Portret (2004)
- Sistemi i arsimit në Kosovë (2004)
- Në kërkim të dijes dhe të lirisë (2005; współautor, redaktor)
- Thesar filoedukimi. Thesaurus of Philoeducation (2007)
- Fjalor enciklopedik shqiptar (2008, 3 tomy; redaktor)
- Gruaja ndër shekuj. Arsimimi dhe emancipimi i saj (2009)
- Jashar Rexhepagiqi, figurë e shquar e arsimit dhe e shkencës (2009)
- 40 vjet të tempullit tonë të diturisë (2010)
- Ata që jetën na e falën (2010)
- Kosova. Vështrim monografik (współautor; 2011 – po albańsku, 2013 – po angielsku)
- Kur Perëndia idetifikohej me diturinë (2011)
- Historia e arsimit dhe e mendimit pedagogjik shqiptar (2012)
- Kraja jonë (2014)
- Fjalor enciklopedik i Kosovës (2018, 2 tomy; współautor, redaktor)

## Odznaczenia
W 2017 roku został odznaczony Orderem Wolności.